# Формула 1 — сезона 2019
Сезона 2019 формуле 1 била је 70 сезона Свјетског шампионата формуле 1. Свјетска аутомобилска федерација (ФИА) означила ју је највећим такмичењем за возаче у отвореним возилима. Сезона је почела у марту, а завршила се у децембру. Вожена је 21 трка — познате као Велике награде. Возачи су се такмичили за титулу у конкуренцији возача, а тимови су се такмичили за титулу у конкуренцији конструктора. Велика награда Кине била је укупно 1000 трка у шампионату формуле 1.
Луис Хамилтон је одбранио титулу у конкуренцији возача освојивши укупно шесту титулу, трећу заредом, са 87 бодова испред Валтерија Ботаса, док је на трећем мјесту завршио Макс Верстапен. Возачи Ферарија, Шарл Леклер и Себастијан Фетел, завршили су сезону на четвртом и петом мјесту, са преко 200 бодова. Нико више није успио да освоји 100 бодова. Возач Вилијамса — Џорџ Расел, није освојио ниједан бод, док је други возач Вилијамса — Роберт Кубица, освојио један бод на Великој награди Њемачке.
Титулу у конкуренцији конструктора освојио је Мерцедес, шесту годину заредом, са 235 бодова испред Ферарија, а на трећем мјесту завршио је Ред бул с преко 400 бодова. Макларен је једини тим поред њих који је успио да освоји 100 или више бодова.
Шампионат је почео са осам побједа Мерцедеса који је сезону завршио са 15 побједа, од чега је Хамилтон остварио једанаест, а Ботас четири. Ред бул и Ферари остварили су по три побједе, док су поред три водећа тима, само још два тима неку трку завршили на подијуму. За Торо Росо, Данил Квјат је завршио на трећем мјесту на Великој награди Њемачке, док је Пјер Гасли завршио на другом мјесту на Великој награди Бразила. Карлос Саинс млађи је за Макларен завршио на трећем мјесту на Великој награди Бразила што му је био први подијум у каријери након 101 трке. Једини возач, поред возача водећа три тима који је успио да оствари најбржи круг на некој трци је Кевин Магнусен из Хас-а који је најбржи круг остварио на Великој награди Сингапура.

## Тимови и возачи
У сезони 2019 учествовало је десет тимова са по два возача.
| Учесници                        | Конструктор            | Шасија           | Погонска јединица      | Возачи   | Возачи                                     | Возачи         |
| Учесници                        | Конструктор            | Шасија           | Погонска јединица      | Број     | Возач                                      | Трке           |
| ------------------------------- | ---------------------- | ---------------- | ---------------------- | -------- | ------------------------------------------ | -------------- |
| Алфа Ромео рејсинг              | Алфа Ромео—Ферари      | C38              | Ферари 064             | 7 99     | Кими Рејкенен Антонио Ђовинаци             | све            |
| Скудерија Ферари                | Ферари                 | SF90             | Ферари 064             | 5 16     | Себастијан Фетел Шарл Леклер               | све            |
| Хас Ф1 тим                      | Хас—Ферари             | VF-19            | Ферари 064             | 8 20     | Ромен Грожан Кевин Магнусен                | све            |
| Макларен Ф1 тим                 | Макларен—Рено          | MCL34            | Рено E-Tech 19         | 4 55     | Ландо Норис Карлос Саинс млађи             | све            |
| Мерцедес АМГ петронас мотоспорт | Мерцедес               | F1 W10 EQ Power+ | Мерцедес M10 EQ Power+ | 44 77    | Луис Хамилтон Валтери Ботас                | све            |
| Спортпеса рејсинг појнт Ф1 тим  | Рејсинг појнт—Мерцедес | RP19             | БВТ Мерцедес           | 11 18    | Серхио Перез Ленс Строл                    | све            |
| Астон Мартин Ред бул рејсинг    | Ред бул—Хонда          | RB15             | Хонда RA619H           | 10 23 33 | Пјер Гасли Александер Албон Макс Верстапен | 1—12 13—21 све |
| Рено Ф1 тим                     | Рено                   | R.S.19           | Рено E-Tech 19         | 3 27     | Данијел Рикардо Нико Хилкенберг            | све            |
| Ред бул Торо Росо Хонда         | Торо Росо—Хонда        | STR14            | Хонда RA619H           | 23 10 26 | Александер Албон Пјер Гасли Данил Квјат    | 1—12 13—21 све |
| РОКИТ Вилијамс рејсинг          | Вилијамс—Мерцедес      | FW42             | Мерцедес M10 EQ Power+ | 63 88    | Џорџ Расел Роберт Кубица                   | све            |
| Извори:                         |                        |                  |                        |          |                                            |                |

### Тест возачи
Током сезоне, двојица возача наступили су као тест или трећи возачи на слободном тренингу. Николас Латифи је возио за Вилијамс на шест трка, док је Наоки Јамамото возио за Торо Росо на тренингу пред Велику награду Јапана.

### Промјене тимова
Ред бул је, након 12 година, завршио партнерство са Реноом и потписао је уговор са Хондом, чије агрегате користи од сезоне 2019. Ред бул се тако придружио свом јуниорском тиму, Торо Росу, који користи Хондине агрегате од сезоне 2018, али према уговору, ниједан тим се не води као званични Хондин тим.
Рејсинг појнт Ф1 тим је комплетирао прелаз из Рејсинг појнт форс Индија, како је био познат у другом дијелу сезоне 2018 након банкрота тима Форс Индија. Рејсинг појнту је дозвољено да се такмичи од 13 трке у сезони 2018, под именом Рејсинг појнт форс Индија, са истим возачима, али нису задржали ниједан бод који је освојила Форс Индија.
Заубер је промијенио име у Алфа Ромео, као продужетак спонзорског уговора који је почео од сезоне 2018. Име Заубер се није користило у формули 1, али је остало у формули 2 и формули 3.

### Промјене возача
Након пет година проведених у Ред булу, Данијел Рикардо је прешао у Рено за сезону 2019, умјесто Карлоса Саинса млађег. Рикарда је у Ред булу замијенио Пјер Гасли, који је промовисан из јуниорског тима Ред була — Торо Роса, у којем је дебитовао у формули 1 2017. Данил Квјат се вратио у формулу 1, након годину дана паузе, у Торо Росо, за који је возио 2017. Возач формуле 2 — Александер Албон, именован је за другог возача Торо Роса, умјесто Брендона Хартлија, поставши тако други тајландски возач у формули 1, након Бирабонгса Банудеја, познатијег као Принс Бира.
Саинс који је био на позајмици у Реноу у сезони 2018, није продужио уговор са Ред булом и прешао је у Макларен, гдје је замијенио двоструког свјетског шампиона, Фернанда Алонса, који се повукао из формуле 1 након сезоне 2018. Као други возач Макларена, именован је шампион Европске формуле 3 из 2017. године — Ландо Норис. Стофел Вандорн је напустио Макларен након сезоне 2018 и прешао је да вози у формули Е.
Шарл Леклер је напустио Заубер након једне сезоне и прешао је у Ферари, умјесто Кимија Рејкенена, који је прешао у Заубер. Прије почетка сезоне, Заубер је промијенио име у Алфа Ромео који је њихов главни спонзор, али су власништво и менаџмент остали непромијењени. За другог возача Алфа Ромеа именован је Антонио Ђовинаци који је возио двије трке за Заубер у сезони 2017 када је мијењао повријеђеног Паскала Верлејна. Маркус Ериксон који је возио за Заубер у сезони 2018, прешао је у Инди Кар, али је остао трећи возач Алфа Ромеа у сезони 2019, као и амбасадор тима.
Шампион формуле 2 — Џорџ Расел, прешао је у Вилијамс, гдје му се придружио Роберт Кубица који је дошао у тим умјесто Сергеја Сироткина. Кубица се у формулу 1 вратио након осам година и сезоне 2011 када је у удесу, возећи рели, озбиљно повриједио руку.
Естебан Окон је напустио Рејсинг појнт форс Индија тим и прешао је у Мерцедес као резервни возач, заједно са Стофелом Вандорном. Ленс Строл је напустио Вилијамс и прешао у Рејсинг појнт, умјесто Окона.

#### Промјене у току сезоне
У току припрема за Велику награду Белгије, Ред бул је објавио да је Пјер Гасли послат у Торо Росо, док је његово мјесто заузео Александер Албон који ће у тиму остати и у сезони 2020. Одлуку да се Гасли врати у Торо Росо критиковали су бројни стручњаци, због чињенице да је за Ред бул возио само 12 трка, а Албон и друго возач Торо Роса — Данил Квјат, претходно су отпуштени и из јуниорског и из првог тима Ред була.

## Календар
У сезони 2019 вожена је 21 Велика награда. На свакој трци вожен је минимални број кругова који доносе укупну растојање од 305 км; једини изузетак је Велика награда Монака на којој је вожена укупна дистанца од 260 км.
| Редни број | Велика награда                             | Стаза                                   | Датум         |
| ---------- | ------------------------------------------ | --------------------------------------- | ------------- |
| 1          | Велика награда Аустралије                  | Мелбурн стаза, Мелбурн                  | 17. март      |
| 2          | Велика награда Бахреина                    | Међународна стаза у Бахреину, Сахир     | 31. март      |
| 3          | Велика награда Кине                        | Међународна стаза у Шангају, Шангај     | 14. април     |
| 4          | Велика награда Азербејџана                 | Градска стаза у Бакуу, Баку             | 28. април     |
| 5          | Велика награда Шпаније                     | Стаза Каталуња, Монтмело                | 12. мај       |
| 6          | Велика награда Монака                      | Стаза у Монаку, Монте Карло             | 26. мај       |
| 7          | Велика награда Канаде                      | Стаза Жил Вилнев, Монтреал              | 9. јун        |
| 8          | Велика награда Француске                   | Стаза Пол Рикард, Кастеле               | 23. јун       |
| 9          | Велика награда Аустрије                    | Ред бул арена, Шпилберг                 | 30. јун       |
| 10         | Велика награда Велике Британије            | Силверстоун стаза, Силверстоун          | 14. јул       |
| 11         | Велика награда Њемачке                     | Хокенхимринг, Хокенхајм                 | 28. јул       |
| 12         | Велика награда Мађарске                    | Хунгароринг, Будимпешта                 | 4. август     |
| 13         | Велика награда Белгије                     | Спа Франкошамп, Ставелот                | 1. септембар  |
| 14         | Велика награда Италије                     | Аутомобилска стаза Монца, Монца         | 8. септембар  |
| 15         | Велика награда Сингапура                   | Улична стаза Марина Беј, Сингапур       | 22. септембар |
| 16         | Велика награда Русије                      | Аутодром Сочи, Сочи                     | 29. септембар |
| 17         | Велика награда Јапана                      | Међународна стаза Сузука, Сузука        | 13. октобар   |
| 18         | Велика награда Мексика                     | Аутодром Ерманос Родригез, Мексико Сити | 27. октобар   |
| 19         | Велика награда Сједињених Америчких Држава | Стаза Америкас, Остин                   | 3. новембар   |
| 20         | Велика награда Бразила                     | Аутодром Жозе Карлос Паче, Сао Пауло    | 17. новембар  |
| 21         | Велика награда Абу Дабија                  | Стаза Јас Марина, Абу Даби              | 1. децембар   |
| Извори:    |                                            |                                         |               |

### Промјене у календару
Велике награде Мексика и Сједињених Америчких Држава замијениле су мјеста у календару, па је велика награда Мексика вожена недељу дана прије Велике награде Сједињених Држава.

## Промјене
Директор трке и технички делегат, Чарли Вајтинг, умро је неколико дана прије прве трке у сезони, Велике награде Аустралије. Као његов привремени замјеник именован је Мајкл Маси.

### Техничка правила
Са циљем да побољшају престизање, тимови су пристали на промјене у аеродинамици које утичу на профил предњег и задњег крила. Панели на предњем крилу су преобликовани да би се промијенио проток ваздуха преко возила и смањио ефекат аеродинамичке турбуленције, док су крилца изнад главне плоче на предњем крилу забрањена. Отвор на задњем крилу је проширен што је омогућило да ДРС има бољу функцију. Договорене промјене су одређене на основу закључака радне групе, чији је циљ да истражи потенцијалне промјене техничких правила у склопу припрема за сезону 2021.
Као дио техничких правила, каросерија је прерађена, са циљем да промовише спонзорске могућности за тимове. Договорене измјене су одређене са циљем лимитирања аеродинамике на задњем крилу и стварања више простора за лого спонзора. Измјене су настале због пада прихода унутар тимова и тешкоћа мањих тимова да обезбиједе нове спонзоре.
Максимални дозвољени ниво горива повећан је са 105 kg (231 lb) на 110 kg (240 lb), како би се смањила потреба возача да штеде гориво током трке. Маса возача се више не рачуна приликом мјерења минималне масе болида. Промјена је уведена због забринутости да су возачи били приморани да изгубе на тежини да би задовољили дозвољену масу болида након сезоне 2014 и увођења турбо хибридних мотора. Возачи чија је маса мања од 80 kg (180 lb), морају да надокнаде масу са теретом који је постављен око сједишта, да би се смањио добитак на перформансама. Промјена је уведена како би се смањила предност возача са природно мањом масом тијела и да би се обесхрабрили возачи да се подвргну нездравим дијетама како би добили на перформансама.

### Спортска правила
ФИА је увела ново правило од сезоне 2019, возач који одвезе најбржи круг на трци добија додатни бод ако је завршио трку у зони бодова. Додатни бод за најбржи круг додјељивао се први пут након сезоне 1959.

### Безбједност возача
ФИА је представила нови стандард за кациге које возачи користе, са намјером да побољша безбједност. Према новим стандардима, кациге су подвргнуте темељним тестовима у случају судара, са циљем побољшања апсорпције и скретања енергије, као и смањења вјероватноће оштећења структуре кациге приликом удара предмета. Сви сертификовани произвођачи кацига морали су да прођу тестирање прије почетка сезоне 2019, како би обновили сертификацију.

### Гуме
Снабдијевач гума за формулу 1 — Пирели, промијенио је начин рангирања гума на захтјев ФИЕ и менаџмента формуле 1 који су истакли да је систем именовања који је коришћен у сезони 2018 био тежак гледаоцима да га разумију. Према новом плану, имена дата посебним сетовима гума, као што су „хипер меке” и „ултра меке”, замијењена су са три сета гума који су доступни возачима на свакој трци посебно: меке, средње и тврде, са циљем да гледаоци боље разумију сетове гума које се користе на свакој трци. Гуме се означавају бројевима, од најмекше („1”) до најтврђе („5”). Пирели одлучује која три сета гума ће бити доступна на свакој трци. Пракса обиљежавања сетова бојом, како би се разликовали (као што је роза за хипер меке), укинута је и и сезони 2019 коришћене су три боје: црвена за меке, жута за средње. и бијела за тврде. На тестирању било је доступно свих пет сетова, због чега је систем обиљежавања гума за тестирање био другачији.

## Преглед сезоне

### Доминација Мерцедеса
Сезона је стартовала у марту, на Великој награди Аустралије на којој је побиједио Валтери Ботас који је стартовао са другог мјеста. Ботас је преузео вођство у првом кругу и побиједио је 20 секунди испред сувозача, Луиса Хамилтона, који је завршио секунду испред Макса Верстапена. Треће мјесто Верстапена био је први подијум за неки тим који користи агрегате Хонде након више од десет година; последњи подијум за Хонду остварио је Рубенс Барикело на Великој награди Велике Британије 2008.
Друга трка у сезони била је Велика награда Бахреина. Ферари је био најбржи на свакој тренинг сесији и у квалификацијама. Шарл Леклер је остварио прву пол позицију у каријери, док је Себастијан Фетел стартовао са другог мјеста. У првој кривини, Леклер је пао на треће мјесто, иза Фетела и Ботаса, али је вратио лидерску позицију у 15 кругу упркос томе што је добио инструкције из тима да не обилази Фетела. Леклер је стекао вођство од десет секунди, али је имао проблема са мотором и у 48 кругу, Хамилтон га је обишао и преузео вођство. Неколико кругова касније, и Ботас је обишао Леклера који је пао на треће мјесто, након чега му се и Верстапен приближио. У финишу, на стазу је изашло возило безбједности, јер су возачи Реноа, Данијел Рикардо и Нико Хилкенберг, имали проблема са мотором. Возило безбједности остало је на стази до краја што је био осми пут у историји да је нека трка формуле 1 завршена под возилом безбједности. Хамилтон је остварио прву побједу у сезони, Ботас је завршио на другом мјесту, док је Леклер завршио на трећем мјесту, остваривши први подијум у каријери и први подијум за Ферари у сезони. Из Ферарија су касније објавили да је Леклер имао кратак спој контролног система мотора што је омогућило Хамилтону и Ботасу да га обиђу.
Трећа трка у сезони, Велика награда Кине, била је укупно хиљадита трка у историји формуле 1. Ботас је стартовао са пол позиције, испред Хамилтона и Фетела. Хамилтон је обишао Ботаса већ у првој кривини и водио је до краја, остварио другу побједу заредом и преузео вођство у шампионату. Ботас је завршио на другом мјесту, а Фетел на трећем, док је најбржи круг одвезао Пјер Гасли, у последњем кругу. Александер Албон је стартовао из бокса, јер због удеса на тренингу није учествовао у квалификацијама. Завршио је на десетом мјесту, освојивши бод и добио је награду за возача дана.
На четвртој трци, Великој награди Азербејџана, Леклер је био најбржи на сва три тренинга, с тим што је први тренинг прекинут након 12 минута, јер је Џорџ Расел оштетио болид приликом преласка преко шахте, због чега је извршен преглед свих осталих шахти. Ботас је био најбржи у квалификацијама и остварио је другу узастопну пол позицију, испред Хамилтона и Фетела, док је Леклер ударио у зид у Q2 и није поставио вријеме у Q3. Хамилтон је обишао Ботаса већ у првој кривини, али је Ботас вратио вођство до краја првог круга које је преузео Леклер у 13 кругу, након што су возачи испред њега отишли на промјену гума. Ботас је преузео вођство у 32 кругу, сачувао га до краја и остварио другу побједу у сезони, секунду испред Хамилтона, док је Фетел завршио на трећем мјесту. Возачи Мерцедеса су тако све четири трке на старту сезоне завршили на прва два мјеста.
Велику награду Шпаније Ботас је стартовао са пол позиције, али га је већ на старту Хамилтон обишао и водио је до краја. Фетел је стартовао са трећег мјеста, пао је на седмо, али је до краја успио да обиђе возаче и завршио је на четвртом мјесту, двије секунде иза Верстапена који је други пут у сезони завршио трку на трећем мјесту. У 46 кругу, сударили су се Ландо Норис и Ленс Строл, због чега су напустили трку, а на стазу је изашло возило безбједности. Након повлачења возила безбједности, на 15 кругова до краја, Хамилтон је чувао предност и побиједио је четири секунде испред Ботаса и остварио трећу побједу заредом у Шпанији. На шестој трци у сезони, Великој награди Монака, Леклер је био најбржи на трећем тренингу, али га је у квалификацијама екипа Ферарија послала касно на стазу, због чега није имао довољно времена да одвезе брзи круг и испао је већ у првом периоду (Q1) и стартовао је трку са 16 мјеста. Фетел је у ударио у баријере, али је успио да се врати на стазу и одвезао је најбржи круг у Q1. Верстапен је био најбржи у Q2, док је у Q3 Хамилтон одвезао најбржи круг у историји стазе и освојио пол позицију. На трци, Леклер је у шестом кругу дошао до 12 мјеста, а када је напао Ника Хилкенберга, ударио је у баријере, након чега су му пукле гуме и морао је у бокс, а затим је и одустао. Због дјелова Леклеровог болида на стази, изашло је возило безбједности што су искористили возачи да оду на промјену гума; Верстапен је приликом изласка из бокса, обишао Ботаса уз контакт и дошао на друго мјесто, а због опасног изласка из бокса кажњен је са пет секунди. Ботас је након контакта морао поново у бокс и пао је на четврто мјесто, иза Фетела. Верстапен је нападао Хамилтона, а у финишу је ударио у задњи лијеви точак Хамилтона у покушају да га обиђе. Хамилтон је водио од почетка до краја и остварио четврту побједу у сезони, испред Фетела који је први пут у сезони завршио на другом мјесту и тако прекинуо низ Мерцедеса, чији возачи су на првих пет трка у сезони завршили на прва два мјеста. На трећем мјесту је завршио Ботас, испред Верстапена који је завршио на другом мјесту, али је због казне од пет секунди пао на четврто мјесто и добио је награду за возача дана. На Великој награди Монака, Кими Рејкенен је возио своју 300 трку у формули 1.

### Одузета побједа Фетелу и прве побједе Ред була
На Великој награди Канаде, Луис Хамилтон је ударио у зид на тренингу, док је Кевин Магнусен ударио у зид током квалификација. Фетел је остварио пол позицију, испред Хамилтона. Фетел је био лидер трке до 48 круга када је изгубио контролу и излетио на траву у кривини три. При повратку на стазу умало се сударио са Хамилтоном, због чега је кажњен са пет секунди због небезбједног повратка на стазу. Остао је лидер до краја и први је прошао кроз циљ, са двије секунде испред Хамилтона, али због казне од пет секунди, Хамилтону је припала побједа. Шарл Леклер је завршио на трећем мјесту, док је Ботас одвезао најбржи круг. Ферари је најавио жалбу због одузете побједе и пружили су стјуардима нове доказе, али је током тренинга за наредну трку донесена коначна одлука по којој побједа остаје Хамилтону.
Велику награду Француске са пол позиције стартовао је Хамилтон, испред Ботаса. Хамилтон је побиједио 18 секунди испред Ботаса, чиме је Мерцедес остварио свих осам побједа на почетку сезоне, од чега шест побједа гдје су двојица возача заузела прва два мјеста. Леклер је завршио на трећем мјесту, док је Фетел остварио најбржи круг.
На тренингу пред Велику награду Аустрије, Фетел је излетио са стазе, док су Ботас и Верстапен ударили у зид. Леклер је остварио другу пол позицију у сезони, Хамилтон је квалификације завршио на другом мјесту, али је кажњен због ометања Рејкенена и стартовао је са четвртог мјеста. Леклер је био лидер већину трке, а на три круга до краја, обишао га је Верстапен, уз контакт у кривини, али је одлучено да је то био тркачки инцидент. Верстапен је побиједио на трци другу заредом, уз најбржи круг. Леклер је завршио на другом, а Ботас на трећем мјесту. Побједа Верстапена била је прва побједа за болид који користи агрегат Хонде од 2006. када је Џенсон Батон побиједио на Великој награди Мађарске. То је била прва побједа у сезони за Ред бул и прва трка на којој Мерцедес није остварио побједу након осам побједа заредом.
Велику награду Велике Британије са пол позиције стартовао је Ботас, 0,006 секунди испред Хамилтона. Ботас је био лидер до 18 круга када је вођство преузео Хамилтон; задржао га је до краја и побиједио је 24 секунде испред Ботаса. Фетел и Верстапен су се борили за треће мјесто, приликом чега су се сударили, због чега је Фетел кажњен са десет секунди. Хамилтон је остварио шесту побједу на Великој награди Велике Британије, чиме се изједначио са Аланом Простом.
На Великој награди Њемачке, возачи Ферарија су били најбржи на тренингу, али су имали проблема у квалификацијама и Хамилтон је остварио пол позицију, док је Фетел стартовао са последњег мјеста. Током трке, падала је киша, због чега је неколико возача имало инциденте и морали су да напусте трку. Хамилтон је био лидер до 28 круга када је вођство преузео Верстапен, сачувао га до краја и остварио другу побједу у сезони, седам секунди испред Фетела, док је на трећем мјесту завршио Данил Квјат, остваривши први подијум за Торо Росо након 2008. када је Фетел побиједио на Великој награди Италије. Након трке, возачи Алфа су кажњени, захваљујући чему је Роберт Кубица завршио на десетом мјесту и освојио први бод за Вилијамс и свој први бод у формули 1 након Велике награде Абу Дабија 2010.
На Великој награди Мађарске, Верстапен је освојио прву пол позицију у каријери, испред Ботаса, након што је претходно изједначио рекорд Џекија Стјуарта по броју остварених побједа без иједне пол позиције. Верстапен и Хамилтон су се смјењивали у вођству, Верстапен је био лидер до три круга прије краја када је морао у бокс због проблема са гумама. Хамилтон је преузео вођство, задржао га до краја и остварио осму побједу у сезони, 17 секунди испред Верстапена, док је на трећем мјесту завршио Фетел.

### Прве побједе Ферарија
У току припрема за Велику награду Белгије, Ред бул је објавио да је Пјер Гасли послат у Торо Росо, док је из Торо Роса у Ред бул прешао Александер Албон. Велику награду Белгије, са пол позиције стартовао је Леклер, испред Фетела. На трци, Серхио Перез је на самом старту ударио Верстапена који је због тога морао да одустане. Леклер је водио велику борбу са Хамилтоном и побиједио је са мање од секунде испред, остваривши прву побједу у каријери и прву у сезони за Ферари. На трећем мјесту завршио је Ботас, док је најбржи круг одвезао Фетел. На 14 трци у сезони, Великој награди Италије, Леклер је стартовао са пол позиције. Леклер је био лидер већи дио трке и остварио је другу побједу заредом, са мање од секунде испред Ботаса, док је Хамилтон завршио на трећем мјесту. Леклер је тако остварио прву побједу за Ферари на Великој награди Италије од 2010. када је побиједио Фернандо Алонсо.
Леклер је стартовао са пол позиције трећу трку заредом, Велику награду Сингапура. Фетел је вођство преузео у 31 кругу, сачувао га до краја и остварио прву побједу у сезони, пету у Сингапуру и трећу заредом за Ферари. Леклер је завршио на другом, а Верстапен на трећем мјесту, док ниједан возач Мерцедеса није завршио на подијуму, други пут у сезони. Фетел је Велику награду Русије стартовао са пол позиције и био је лидер до 26 круга када му се мотор угасио и морао је да напусти трку. Хамилтон је преузео вођство и остварио је девету побједу у сезони, три секунде испред Ботаса, док је Леклер завршио на трећем мјесту.
Због тајфуна Хагибис, квалификације за Велику награду Јапана одржане су у недељу, прије трке. Возачи Ферарија, Фетел и Леклер, заузели су прва два мјеста, испред Ботаса и Хамилтона. На старту трке, Ботас је обишао Фетела и Леклера који је имао контакт са Верстапеном и добио је пет секунди казне. Ботас и Хамилтон су се смењивали у вођству, а Ботас је преузео вођство у 43 кругу, задржао га до краја и остварио трећу побједу, 13 секунди испред Фетела, док је Хамилтон завршио на трећем мјесту. Застава која означава крај трке спуштена је круг раније, Серхио Перез је имао судар у последњем кругу, али је ипак освојио бодове јер је за званичне резултате узет поредак из претпоследњег круга када је спуштена застава. На Великој награди Мексика, Верстапен је освојио пол позицију, али је кажњен помјерањем за три мјеста због превише споре вожње под жутим заставама и пол позиција је припала Леклеру. На старту трке, Хамилтон и Верстапен су имали контакт због којег су излетјели са стазе и изгубили позиције. Леклер је отишао у бокс у 42 кругу, гдје се задржао шест секунди и вратио се на стазу на петом мјесту. Хамилтон је преузео вођство, задржао га до краја и побиједио са мање од двије секунде испред Фетела, док је Ботас завршио на трећем мјесту. На Великој награди Сједињених Америчких Држава, Ботас је освојио пол позицију, испред Хамилтона. Ботас и Хамилтон су се неколико пута смјењивали у вођству; Ботас је преузео вођство четири круга прије краја и остварио четврту побједу, четири секунде испред Хамилтона, док је Верстапен завршио на трећем мјесту. Са другим мјестом, Хамилтон је освојио титулу у конкуренцији возача, шесту укупно, а трећу заредом, чиме је дошао на друго мјесто на листи возача са највише титула, иза Михаела Шумахера.
На Великој награди Бразила, Верстапен је узео пол позицију испред Хамилтона и Фетела. Њих тројица су водила велику борбу и смјењивали су се у вођству већи дио трке. Леклер је обишао Фетела у 66 кругу, након чега је Фетел покушао да га обиђе и сударили су се, због чега су обојица морали да напусте трку и возило безбједности је ушло на стазу. Након повлачења возила безбједности, Хамилтон и Александер Албон су се сударили, због чега је Албон са трећег мјеста пао ван зоне бодова. Хамилтон је оштетио возило, могао је да настави, али га је обишао Пјер Гасли. Верстапен је задржао вођство до краја и остварио трећу побједу, шест секунди испред Гаслија. Хамилтон је завршио на трећем мјесту, али је накнадно кажњен са пет секунди због контакта са Албоном и завршио на седмом мјесту, док је треће мјесто преузео Карлос Саинс млађи који је тако заузео мјесто на подијуму први пут у каријери након 101 трке у формули 1. Саинс је тако остварио први подијум за Макларен од Велике награде Аустралије 2014. На Великој награди Абу Дабија, Хамилтон је доминирао. Освојио је пол позицију, био је лидер од почетка до краја, остварио је најбржи круг и побиједио је са 16 секунди испред Верстапена, док је Леклер завршио на трећем мјесту. Хамилтон је тако остварио шести гренд слем у каријери (пол позиција, вођство од почетка до краја и најбржи круг), први од Велике награде Велике Британије 2017.
Титулу је освојио Луис Хамилтон, 87 бодова испред Валтерија Ботаса, док је на трећем мјесту завршио Макс Верстапен. Четврто и пето мјесто заузели су возачи Ферарија, Шарл Леклер и Себастијан Фетел. У конкуренцији конструктора, Мерцедес је освојио шесту титулу заредом, испред Ферарија и Ред була, док је на четвртом мјесту завршио Макларен.

## Резултати
| Број | Трка                            | Пол позиција     | Најбржи круг     | Побједник        | Конструктор | Извјештај |
| ---- | ------------------------------- | ---------------- | ---------------- | ---------------- | ----------- | --------- |
| 1    | Велика награда Аустралије       | Луис Хамилтон    | Валтери Ботас    | Валтери Ботас    | Мерцедес    | Извјештај |
| 2    | Велика награда Бахреина         | Шарл Леклер      | Шарл Леклер      | Луис Хамилтон    | Мерцедес    | Извјештај |
| 3    | Велика награда Кине             | Валтери Ботас    | Пјер Гасли       | Луис Хамилтон    | Мерцедес    | Извјештај |
| 4    | Велика награда Азербејџана      | Валтери Ботас    | Шарл Леклер      | Валтери Ботас    | Мерцедес    | Извјештај |
| 5    | Велика награда Шпаније          | Валтери Ботас    | Луис Хамилтон    | Луис Хамилтон    | Мерцедес    | Извјештај |
| 6    | Велика награда Монака           | Луис Хамилтон    | Пјер Гасли       | Луис Хамилтон    | Мерцедес    | Извјештај |
| 7    | Велика награда Канаде           | Себастијан Фетел | Валтери Ботас    | Луис Хамилтон    | Мерцедес    | Извјештај |
| 8    | Велика награда Француске        | Луис Хамилтон    | Себастијан Фетел | Луис Хамилтон    | Мерцедес    | Извјештај |
| 9    | Велика награда Аустрије         | Шарл Леклер      | Макс Верстапен   | Макс Верстапен   | Ред бул     | Извјештај |
| 10   | Велика награда Велике Британије | Валтери Ботас    | Луис Хамилтон    | Луис Хамилтон    | Мерцедес    | Извјештај |
| 11   | Велика награда Њемачке          | Луис Хамилтон    | Макс Верстапен   | Макс Верстапен   | Ред бул     | Извјештај |
| 12   | Велика награда Мађарске         | Макс Верстапен   | Макс Верстапен   | Луис Хамилтон    | Мерцедес    | Извјештај |
| 13   | Велика награда Белгије          | Шарл Леклер      | Себастијан Фетел | Шарл Леклер      | Ферари      | Извјештај |
| 14   | Велика награда Италије          | Шарл Леклер      | Луис Хамилтон    | Шарл Леклер      | Ферари      | Извјештај |
| 15   | Велика награда Сингапура        | Шарл Леклер      | Кевин Магнусен   | Себастијан Фетел | Ферари      | Извјештај |
| 16   | Велика награда Русије           | Шарл Леклер      | Луис Хамилтон    | Луис Хамилтон    | Мерцедес    | Извјештај |
| 17   | Велика награда Јапана           | Себастијан Фетел | Луис Хамилтон    | Валтери Ботас    | Мерцедес    | Извјештај |
| 18   | Велика награда Мексика          | Шарл Леклер      | Шарл Леклер      | Луис Хамилтон    | Мерцедес    | Извјештај |
| 19   | Велика награда САД              | Валтери Ботас    | Шарл Леклер      | Валтери Ботас    | Мерцедес    | Извјештај |
| 20   | Велика награда Бразила          | Макс Верстапен   | Валтери Ботас    | Макс Верстапен   | Ред бул     | Извјештај |
| 21   | Велика награда Абу Дабија       | Луис Хамилтон    | Луис Хамилтон    | Луис Хамилтон    | Мерцедес    | Извјештај |

### Систем бодовања
Бодови се додјељују возачима који заврше у топ десет на свакој трци, према следећем систему:
| Позиција | 1  | 2  | 3  | 4  | 5  | 6 | 7 | 8 | 9 | 10 | НК |
| -------- | -- | -- | -- | -- | -- | - | - | - | - | -- | -- |
| Бодови   | 25 | 18 | 15 | 12 | 10 | 8 | 6 | 4 | 2 | 1  | 1  |

Да би се додијелили комплетни бодови, неопходно је да побједник трке заврши минимум 75% предвиђене дистанце трке. Пола бодова се додјељује ако је побједник трке завршио минимум два круга, али није завршио 75% предвиђене дистанце. У случају да не могу да се одвезу минимум два круга, трка се прекида и бодови се не додјељују. Додатни бод за најбржи круг се додјељује једино ако је возач завршио трку у зони бодова, односно у првих десет. Ако је стање у шампионату изједначено, гледају се најбољи резултати возача и конструктора како би се одредиле позиције. Ако су два или више возача или конструктора остварили исти број најбољих резултата на тркама, гледа се следећи најбољи резултат. У случају да су возачи или конструктори остварили исте резултате једнак број пута, ФИА ће одредити побједника према критеријумима који буду одговарали.

## Пласман у шампионату

### Пласман у шампионату возача
| Поз.   | Возач              | АУС | БХР | КИН | АЗЕ | ШПА | МОН | КАН | ФРА | АУТ | ВБР | ЊЕМ | МАЂ | БЕЛ | ИТА | СИН | РУС | ЈПН | МЕК | САД | БРА | АБУ | Бодови |
| ------ | ------------------ | --- | --- | --- | --- | --- | --- | --- | --- | --- | --- | --- | --- | --- | --- | --- | --- | --- | --- | --- | --- | --- | ------ |
| 1      | Луис Хамилтон      | 2   | 1   | 1   | 2   | 1   | 1   | 1   | 1   | 5   | 1   | 9   | 1   | 2   | 3   | 4   | 1   | 3   | 1   | 2   | 7   | 1   | 413    |
| 2      | Валтери Ботас      | 1   | 2   | 2   | 1   | 2   | 3   | 4   | 2   | 3   | 2   | DNF | 8   | 3   | 2   | 5   | 2   | 1   | 3   | 1   | DNF | 4   | 326    |
| 3      | Макс Верстапен     | 3   | 4   | 4   | 4   | 3   | 4   | 5   | 4   | 1   | 5   | 1   | 2   | DNF | 8   | 3   | 4   | DNF | 6   | 3   | 1   | 2   | 278    |
| 4      | Шарл Леклер        | 5   | 3   | 5   | 5   | 5   | DNF | 3   | 3   | 2   | 3   | DNF | 4   | 1   | 1   | 2   | 3   | 6   | 4   | 4   | 18  | 3   | 264    |
| 5      | Себастијан Фетел   | 4   | 5   | 3   | 3   | 4   | 2   | 2   | 5   | 4   | 16  | 2   | 3   | 4   | 13  | 1   | DNF | 2   | 2   | DNF | 17  | 5   | 240    |
| 6      | Карлос Саинс млађи | DNF | 19  | 14  | 7   | 8   | 6   | 11  | 6   | 8   | 6   | 5   | 5   | DNF | DNF | 12  | 6   | 5   | 13  | 8   | 3   | 10  | 96     |
| 7      | Пјер Гасли         | 11  | 8   | 6   | DNF | 6   | 5   | 8   | 10  | 7   | 4   | 14  | 6   | 9   | 11  | 8   | 14  | 7   | 9   | 16  | 2   | 18  | 95     |
| 8      | Александер Албон   | 14  | 9   | 10  | 11  | 11  | 8   | DNF | 15  | 15  | 12  | 6   | 10  | 5   | 6   | 6   | 5   | 4   | 5   | 5   | 14  | 6   | 92     |
| 9      | Данијел Рикардо    | DNF | 18  | 7   | DNF | 12  | 9   | 6   | 11  | 12  | 7   | DNF | 14  | 14  | 4   | 14  | DNF | DSQ | 8   | 6   | 6   | 11  | 54     |
| 10     | Серхио Перез       | 13  | 10  | 8   | 6   | 15  | 12  | 12  | 12  | 11  | 17  | DNF | 11  | 6   | 7   | DNF | 7   | 8   | 7   | 10  | 9   | 7   | 52     |
| 11     | Ландо Норис        | 12  | 6   | 18  | 8   | DNF | 11  | DNF | 9   | 6   | 11  | DNF | 9   | 11  | 10  | 7   | 8   | 11  | DNF | 7   | 8   | 8   | 49     |
| 12     | Кими Рејкенен      | 8   | 7   | 9   | 10  | 14  | 17  | 15  | 7   | 9   | 8   | 12  | 7   | 16  | 15  | DNF | 13  | 12  | DNF | 11  | 4   | 13  | 43     |
| 13     | Данил Квјат        | 10  | 12  | DNF | DNF | 9   | 7   | 10  | 14  | 17  | 9   | 3   | 15  | 7   | DNF | 15  | 12  | 10  | 11  | 12  | 10  | 9   | 37     |
| 14     | Нико Хилкенберг    | 7   | 17  | DNF | 14  | 13  | 13  | 7   | 8   | 13  | 10  | DNF | 12  | 8   | 5   | 9   | 10  | DSQ | 10  | 9   | 15  | 12  | 37     |
| 15     | Ленс Строл         | 9   | 14  | 12  | 9   | DNF | 16  | 9   | 13  | 14  | 13  | 4   | 17  | 10  | 12  | 13  | 11  | 9   | 12  | 13  | 19  | DNF | 21     |
| 16     | Кевин Магнусен     | 6   | 13  | 13  | 13  | 7   | 14  | 17  | 17  | 19  | DNF | 8   | 13  | 12  | DNF | 17  | 9   | 15  | 15  | 18  | 11  | 14  | 20     |
| 17     | Антонио Ђовинаци   | 15  | 11  | 15  | 12  | 16  | 19  | 13  | 16  | 10  | DNF | 13  | 18  | 18  | 9   | 10  | 15  | 14  | 14  | 14  | 5   | 16  | 14     |
| 18     | Ромен Грожан       | DNF | DNF | 11  | DNF | 10  | 10  | 14  | DNF | 16  | DNF | 7   | DNF | 13  | 16  | 11  | DNF | 13  | 17  | 15  | 13  | 15  | 8      |
| 19     | Роберт Кубица      | 17  | 16  | 17  | 16  | 18  | 18  | 18  | 18  | 20  | 15  | 10  | 19  | 17  | 17  | 16  | DNF | 17  | 18  | DNF | 16  | 19  | 1      |
| 20     | Џорџ Расел         | 16  | 15  | 16  | 15  | 17  | 15  | 16  | 19  | 18  | 14  | 11  | 16  | 15  | 14  | DNF | DNF | 16  | 16  | 17  | 12  | 17  | 0      |
| Поз.   | Возач              | АУС | БХР | КИН | АЗЕ | ШПА | МОН | КАН | ФРА | АУТ | ВБР | ЊЕМ | МАЂ | БЕЛ | ИТА | СИН | РУС | ЈПН | МЕК | САД | БРА | АБУ | Бодови |
| Извор: |                    |     |     |     |     |     |     |     |     |     |     |     |     |     |     |     |     |     |     |     |     |     |        |

- Подебљани текст означава да је возач стартовао трку са пол позиције.
- Искошени текст означава да је возач остварио најбржи круг на трци.

Напомена:
- — возач није завршио трку, али је класификован јер је завршио 90% предвиђене дистанце трке.

### Пласман у шампионату конструктора
| Поз.   | Конструктор            | АУС | БХР | КИН | АЗЕ | ШПА | МОН | КАН | ФРА | АУТ | ВБР | ЊЕМ | МАЂ  | БЕЛ | ИТА | СИН | РУС | ЈПН | МЕК | САД | БРА | АБУ | Бодови |
| ------ | ---------------------- | --- | --- | --- | --- | --- | --- | --- | --- | --- | --- | --- | ---- | --- | --- | --- | --- | --- | --- | --- | --- | --- | ------ |
| 1      | Мерцедес               | 1   | 1   | 1   | 1   | 1   | 1   | 1   | 1   | 3   | 1   | 9   | 1    | 2   | 2   | 4   | 1   | 1   | 1   | 1   | 7   | 1   | 739    |
| 1      | Мерцедес               | 2   | 2   | 2   | 2   | 2   | 3   | 4   | 2   | 5   | 2   | DNF | 8    | 3   | 3   | 5   | 2   | 3   | 3   | 2   | DNF | 4   | 739    |
| 2      | Ферари                 | 4   | 3   | 3   | 3   | 4   | 2   | 2   | 3   | 2   | 3   | 2   | 3    | 1   | 1   | 1   | 3   | 2   | 2   | 4   | 17  | 3   | 504    |
| 2      | Ферари                 | 5   | 5   | 5   | 5   | 5   | DNF | 3   | 5   | 4   | 16  | DNF | 4    | 4   | 13  | 2   | DNF | 6   | 4   | DNF | 18  | 5   | 504    |
| 3      | Ред бул—Хонда          | 3   | 4   | 4   | 4   | 3   | 4   | 5   | 4   | 1   | 4   | 1   | 2    | 5   | 6   | 3   | 4   | 4   | 5   | 3   | 1   | 2   | 417    |
| 3      | Ред бул—Хонда          | 11  | 8   | 6   | DNF | 6   | 5   | 8   | 10  | 7   | 5   | 14  | 6    | DNF | 8   | 6   | 5   | DNF | 6   | 5   | 14  | 6   | 417    |
| 4      | Макларен—Рено          | 12  | 6   | 14  | 7   | 8   | 6   | 11  | 6   | 6   | 6   | 5   | 5    | 11  | 10  | 7   | 6   | 5   | 13  | 7   | 3   | 8   | 145    |
| 4      | Макларен—Рено          | DNF | 19  | 18  | 8   | DNF | 11  | DNF | 9   | 8   | 11  | DNF | 9    | DNF | DNF | 12  | 8   | 11  | DNF | 8   | 8   | 10  | 145    |
| 5      | Рено                   | 7   | 17  | 7   | 14  | 12  | 9   | 6   | 8   | 12  | 7   | DNF | 12   | 8   | 4   | 9   | 10  | DSQ | 8   | 6   | 6   | 11  | 91     |
| 5      | Рено                   | DNF | 18  | DNF | DNF | 13  | 13  | 7   | 11  | 13  | 10  | DNF | 14   | 14  | 5   | 14  | DNF | DSQ | 10  | 9   | 15  | 12  | 91     |
| 6      | Торо Росо—Хонда        | 10  | 9   | 10  | 11  | 9   | 7   | 10  | 14  | 15  | 9   | 3   | 10   | 7   | 11  | 8   | 12  | 7   | 9   | 12  | 2   | 9   | 85     |
| 6      | Торо Росо—Хонда        | 14  | 12  | DNF | DNF | 11  | 8   | DNF | 15  | 17  | 12  | 6   | 15   | 9   | DNF | 15  | 14  | 10  | 11  | 16  | 10  | 18  | 85     |
| 7      | Рејсинг појнт—Мерцедес | 9   | 10  | 8   | 6   | 15  | 12  | 9   | 12  | 11  | 13  | 4   | 11   | 6   | 7   | 13  | 7   | 8   | 7   | 10  | 9   | 7   | 73     |
| 7      | Рејсинг појнт—Мерцедес | 13  | 14  | 12  | 9   | DNF | 16  | 12  | 13  | 14  | 17  | DNF | 17   | 10  | 12  | DNF | 11  | 9   | 12  | 13  | 19  | DNF | 73     |
| 8      | Алфа Ромео—Ферари      | 8   | 7   | 9   | 10  | 14  | 17  | 13  | 7   | 9   | 8   | 12  | 7    | 16  | 9   | 10  | 13  | 12  | 14  | 11  | 4   | 13  | 57     |
| 8      | Алфа Ромео—Ферари      | 15  | 11  | 15  | 12  | 16  | 19  | 15  | 16  | 10  | DNF | 13  | 18   | 18  | 15  | DNF | 15  | 14  | DNF | 14  | 5   | 16  | 57     |
| 9      | Хас—Ферари             | 6   | 13  | 11  | 13  | 7   | 10  | 14  | 17  | 16  | DNF | 7   | 13љљ | 12  | 16  | 11  | 9   | 13  | 15  | 15  | 11  | 14  | 28     |
| 9      | Хас—Ферари             | DNF | DNF | 13  | DNF | 10  | 14  | 17  | DNF | 19  | DNF | 8   | DNF  | 13  | DNF | 17  | DNF | 15  | 17  | 18  | 13  | 15  | 28     |
| 10     | Вилијамс—Мерцедес      | 16  | 15  | 16  | 15  | 17  | 15  | 16  | 18  | 18  | 14  | 10  | 16   | 15  | 14  | 16  | DNF | 16  | 16  | 17  | 12  | 17  | 1      |
| 10     | Вилијамс—Мерцедес      | 17  | 16  | 17  | 16  | 18  | 18  | 18  | 19  | 20  | 15  | 11  | 19   | 17  | 17  | DNF | DNF | 17  | 18  | DNF | DNF | 19  | 1      |
| Поз.   | Конструктор            | АУС | БХР | КИН | АЗЕ | ШПА | МОН | КАН | ФРА | АУТ | ВБР | ЊЕМ | МАЂ  | БЕЛ | ИТА | СИН | РУС | ЈПН | МЕК | САД | БРА | АБУ | Бодови |
| Извор: |                        |     |     |     |     |     |     |     |     |     |     |     |      |     |     |     |     |     |     |     |     |     |        |

- Подебљани текст означава да је возач стартовао трку са пол позиције.
- Искошени текст означава да је возач остварио најбржи круг на трци.

Напомена:
- — возач није завршио трку, али је класификован јер је завршио 90% предвиђене дистанце трке.

| Боја              | Резултат                                                  |
| ----------------- | --------------------------------------------------------- |
| Злато             | Победник                                                  |
| Сребро            | 2. место                                                  |
| Бронза            | 3. место                                                  |
| Зелена            | Завршио у бодовима                                        |
| Плава             | Није завршио у бодовима Није класификован (НКл)           |
| Љубичаста         | Одустао (Оду)                                             |
| Црвена            | Није се квалификовао (НКВ) Није се претквалификовао (НПК) |
| Црна              | Дисквалификован (ДИС)                                     |
| Бела              | Није кренуо (НК) Трка отказана (ТО)                       |
| Светло плава      | Завршио само тренинг (ЗСТ)                                |
| Светло плава      | Тест возач петком (ТВП) - од 2003. на даље                |
| Без боје          | Није завршио тренинг (НЗТ)                                |
| Без боје          | Избачен (ИЗ)                                              |
| Без боје          | Није стигао (НС)                                          |
| Без боје          | Повучен пре трке (ППТ)                                    |
| Анотација         | Значење                                                   |
| Суперскрипта број | Позиција за бодовање у спринту                            |
| Н                 | Најбржи круг                                              |

## Рекорди стаза
У сезони 2018, возачи су оборили десет рекорда стаза на 21 трци, док су у сезони 2019. оборили рекорд стазе на девет трка.
| Велика награда                             | Рекорд стазе | Сезона 2019. |
| ------------------------------------------ | ------------ | ------------ |
| Велика награда Аустралије                  | 1:24.125     | 1:25.580     |
| Велика награда Бахреина                    | 1:31.447     | 1:33.411     |
| Велика награда Кине                        | 1:32.238     | 1:34.742     |
| Велика награда Азербејџана                 | 1:43.441     | 1:43.009     |
| Велика награда Шпаније                     | 1:18.441     | 1:18.492     |
| Велика награда Монака                      | 1:14.260     | 1:14.279     |
| Велика награда Канаде                      | 1:13.622     | 1:13.078     |
| Велика награда Француске                   | 1:34.225     | 1:32.740     |
| Велика награда Аустрије                    | 1:06.957     | 1:07.475     |
| Велика награда Велике Британије            | 1:30.621     | 1:27.369     |
| Велика награда Немачке                     | 1:13.780     | 1:16.645     |
| Велика награда Мађарске                    | 1:19.071     | 1:17.103     |
| Велика награда Белгије                     | 1:46.286     | 1:46.409     |
| Велика награда Италије                     | 1:21.046     | 1:21.779     |
| Велика награда Сингапура                   | 1:41.905     | 1:42.301     |
| Велика награда Русије                      | 1:35.861     | 1:35.761     |
| Велика награда Јапана                      | 1:31.540     | 1:30.983     |
| Велика награда Мексика                     | 1:18.741     | 1:19.232     |
| Велика награда Сједињених Америчких Држава | 1:37.392     | 1:36.169     |
| Велика награда Бразила                     | 1:10.540     | 1:10.698     |
| Велика награда Абу Дабија                  | 1:40.279     | 1:39.283     |

- Подебљани текст обележава нови рекорд стазе.